# Outwell
 (juillet 2023).
Outwell est une paroisse civile et un village du Norfolk, en Angleterre.